# Heinz Müller-Pilgram
Heinz Müller-Pilgram (* 5. Dezember 1913 in Köln; † 3. November 1984 in Bad Soden am Taunus) war ein deutscher Maler und Zeichner.

## Leben und Beruf
Schon in seiner Kinderzeit bemerkte Heinz Müller-Pilgram sein künstlerisches Talent. Daher träumte er schon von früh an von einer Laufbahn als Künstler. Mit bereits 14 Jahren verließ er das Gymnasium. Kurz darauf bemerkte sein Großvater, welcher Leiter der Städtischen Bühnen in Köln war, das Talent des Jungen und stellte ihn vorübergehend als Volontär im Maleratelier an. Später arbeitete er beim Kirchenrestaurator Paul Meyer-Speer und restaurierte unter anderem den Breslauer Dom und den Fuldaer Dom mit. 
Im weiteren Verlauf seines Lebens widmete er sich der Federzeichnung und zeichnete viele Bilder im Taunus. Währenddessen arbeitete er bei einem Chemiekonzern als Grafiker. Im Jahr 1944 kam er schwer verletzt durch die Hilfe seiner Ehefrau Irene nach Grainau. Hier verewigte er die Landschaften in Gemälden aus Aquarellfarben. 
1961 zog er mit seiner Familie in den Taunus zurück und arbeitete zunächst in einer Werbeagentur in Königstein im Taunus. Bereits 1965 zog er weiter nach Kelkheim am Taunus und arbeitet hier als freier Künstler. Drei Jahre später verschaffte es ihn in den Sodener Stadtteil Neuenhain, wo er bis zu seinem Tode lebte. In der Kurstadt fertigte er viele Federzeichnungen an, unter anderem vom Medico Palais, dem Altenhainer Tal und dem Altenhainer Rathaus. Des Weiteren fertigte er ein Fresko in der Sauerbornhalle in Neuenhain an sowie Ausmalungen im Gastraum in einem Restaurant in Kelkheim.